# Виноградский, Игорь Михайлович
И́горь Миха́йлович Виногра́дский (5 марта 1928 — 24 апреля 1991) — советский и российский архитектор, автор и руководитель многих архитектурных проектов достопримечательностей Москвы.

## Биография
В 1951 году окончил Московский архитектурный институт.
В 1968 году основал и стал первым директором (1968—1991) института ГУП МНИИП «Моспроект-4» (первоначально — Институт по проектированию объектов культуры и здравоохранения «Моспроект-4»).
Известен своими работами в стиле брутализма.

## Работы в Москве

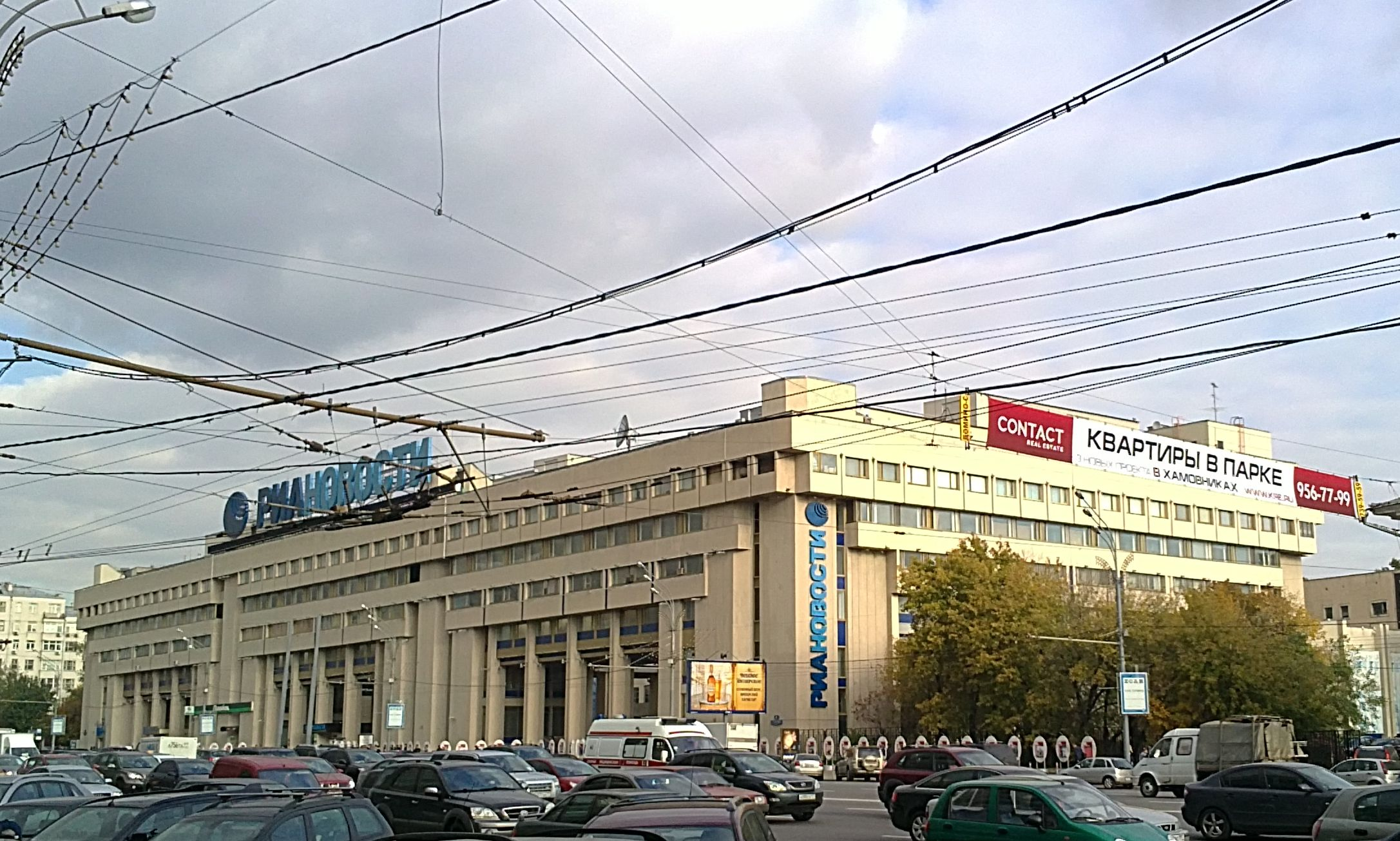
Пресс-центр Олимпиады 1980 года

- Ресторан «Времена года» (1968, в парке Горького; ныне — Музей современного искусства «Гараж»)[4]
- Олимпийский пресс-центр (ныне — пресс-центр РИА Новости)[5] (Зубовский бульвар, 4) — совместно с В. К. Антоновым, А. С. Дубровским, Ю. В. Калмыковым, В. М. Орловым, С. П. Хаджибароновым и другими
- Третьяковская галерея — депозитарий (хранилище музейных экспонатов)[6]
- Павильон № 19 «Главный демонстрационно-испытательный вычислительный центр»на ВДНХ (снесён весной 2019 года)[7]
- Павильон № 29 «Цветоводство и озеленение» на ВДНХ — совместно с Г. Астафьевым, Л. Мариновским, В. Никитиным, А. Рыдаевым[8]
- Онкологический центр АМН СССР (Каширское шоссе, 23)

## Награды и звания
- Заслуженный архитектор РСФСР[9]
- Государственная премия СССР в области литературы, искусства и архитектуры (1990, в составе авторского коллектива) — за архитектуру комплекса ВКНЦ АМН СССР в Москве
- Государственная премия Российской Федерации в области архитектуры (1995, посмертно; как руководитель авторского коллектива) — за реставрацию, реконструкцию и новое строительство Государственной Третьяковской галереи
- Премия Совета Министров СССР[9]
- Орден Трудового Красного Знамени — за достигнутые успехи в проектировании, строительстве и реконструкции олимпийских объектов в гор. Москве[10]